# Levata del sole allo Spluga
Levata del sole allo Spluga è un dipinto, olio su tavola, del pittore italiano Carlo Bazzi, realizzato nel 1900 che raffigura il lago del Monte Spluga.
L'opera d'arte Levata del sole allo Spluga, è stata esposta con risonanza internazionale alla IV Esposizione Triennale di Milano del 1900 dell'Accademia di belle arti di Brera a Milano.

## Esposizioni internazionali
- Esposizione triennale italiana di belle arti del 1900

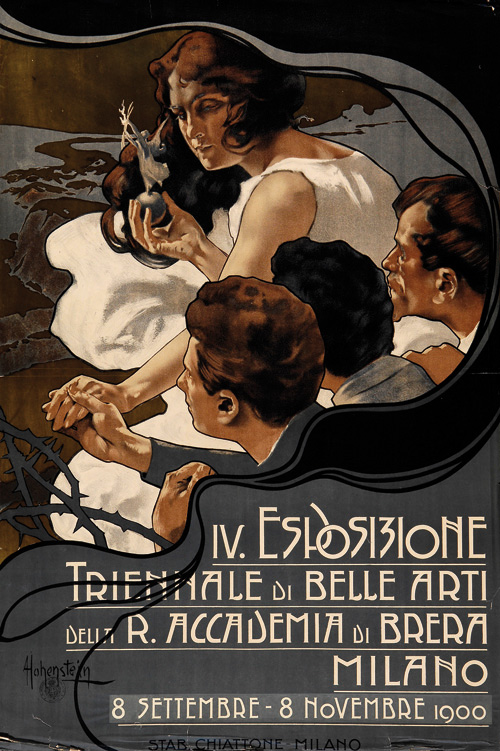
Manifesto della Esposizione di Brera del 1900

## Descrizione
È un dipinto di grandi dimensioni, dove si delineano i principi cardine dell'impressionismo, ma all'italiana, con un'atmosfera brillante in cui c'è un cameo che ricorda la coppia romantica in lontananza forse abbracciata o forse solo uno specchio vicino alle barche a riva, mentre una donna nubile cammina davanti a loro in ideale opposizione. Ad essere raffigurata è una splendida mattina, all'alba del lago ai piedi del monte Spluga, che non è avvolto dalla nebbia, ma è ancora impalpabile, per cui alcuni dettagli sono rappresentati indefiniti. 
In primo piano ci sono due barchette, disposte in diagonale da sinistra a destra, sulla riva, vuote. Sullo sfondo, due vele spiegate, sempre in coppia metaforica. Salendo sopra al lago,galleggiano maestose montagne scuarciate, illuminate dal sole rossastro, che si fanno lentamente largo nel cielo, emettendo tremolanti raggi arancioni che si riflettevano sull'acqua, mai screziata da nessuna onda, e inondando omogeneamente l'intero paesaggio, in contrasto e opposizione con le pennellate duramente dipinte per il ghiaccio sulla cima della montagna nell'angolo destro. In basso a destra, infine, il dipinto è firmato in diagonale, in grande: "Bazi".